# Nausithoe werneri
Nausithoe werneri är en manetart som beskrevs av Jarns 1990. Nausithoe werneri ingår i släktet Nausithoe och familjen Nausithoidae. Inga underarter finns listade i Catalogue of Life.